# علي بن عمر بادحدح
علي بادحدح وبالكامل علي بن عمر بن أحمد بادحدح خطيب ومحاضر وناشط في الفكر الإسلامي عضو تدريس بجامعة الملك عبد العزيز بجدة بالمملكة العربية السعودية مشرف موقع إسلاميات. وهو إمام وخطيب جامع سعيد بن جبير سابقاً وجامع العمودي بحي الخالدية حالياً. له العديد من المحاضرات والصوتيات المنتشرة في التسجيلات الإسلامية والعديد من الكتب أيضاً. وهو الابن الثالث لرجل الأعمال الخيرية المعروف الشيخ عمر بادحدح. وحاصل على الدكتوراه في الكتاب والسنة وبكالوريس في العلوم القرآنيه من جامعة أم القرى بمكة المكرمة في عام 1416 هـ وكان عنوان الرسالة: الأحاديث الواقعة في كتاب الكشاف للزمخشري- من أول سورة الفاتحة إلى آخر سورة المائدة - دراسة وتحقيق. وكما أنه حصل قبلها على بكالوريس في العلوم القرآنيه.
برز اسم على بادحدح شأن أسماء أخرى في بداية التسعينات بوصفه أحد رموز التيار الإسلامي بالسعودية تميز في بداية بزوغ نجمه بكونه خطيباً مفوهاً وناشطاً في مجال العمل الدعوي والخيري لا سيما في ميدان المحاضن التربوية والدعوية. الشيخ بادحدح أو أبو الحسن هما الاسمان اللذان اشتهر بهما الشيخ حيث كان يندر ذكر اسمه الثلاثي ويكتفى بهذين الاسمين بين أقرانه ومحبيه. كان تربوياً على الرغم من وجوده دائماً في صفوف القيادة، أحياناً يصبح الحديث معه في حد ذاته موضوع تزكية يمشي متمهلاً جسم ممتلئ شارب خفيف ولحية كثة قل ما يستخدم الأوراق أثناء خطبه ومحاضراته ويعتمد على الذاكرة متزوج وأب لثلاثة أولاد وأربع بنات.

## النشأة
ولد على بادحدح في مدينة جدة الساحلية في يوم 28 من شهر الله المحرم عام 1381 هـ. ينحدر والد بادحدح من بلدة صغيرة ضمن قرى «وادي دوعن» بمنطقة حضرموت وسافر - شأن غالبية سكان تلك المناطق الذين هاجروا إلى بلاد مختلفة - إلى مدينة جدة هناك ولد الشيخ علي بادحدح سنة 1961م وفيها بدأت رحلته مع العمل الإسلامي وتحديداً في المرحلة الثانوية حيث تشكلت اهتماماته وميوله الدعوية وكان ناشطاً في ميدان العمل الطلابي لاسيما في المجالات التوعوية والدعوية ولم تشغله جهوده تلك عن الدراسة.

### التعليم
أنهى بادحدح المرحلة الثانوية بتفوق ونجح في الدخول إلى كلية الهندسة بجامعة الملك عبد العزيز إلا أنه سرعان ما انتقل بعد فصل دراسي واحد إلى كلية الدعوة وأصول الدين في جامعة أم القرى لأسباب غير معروفة مستمراً في نشاطه في الجمعيات الطلابية كما اعتلى أثناء دراسته الجامعية منبر الخطابة في مسجد سعيد بن جبير الذي أسسه والده الشيخ عمر وهو الأمر الذي زاد في صقل تجربته الدعوية وافرز له مساحة أكبر في التواصل مع الجمهور.
انخرط بادحدح أثناء دراسته أيضاً في مجال العمل الخيري وكانت بداياته في «لجنة مساعدة السجناء المعسرين» التي أسسها والده فكان يحرر له الخطابات ويرافقه للسجن للالتقاء بالسجناء ودراسة الحالات ومن حينها ارتبط اسمه باسم والده في العمل الخيري باعتباره اصغر أبنائه ولم يلبث بادحدح بعد تخرجه وتعينه معيداً بجامعه الملك عبد العزيز أن انتقل للعمل في مجال خيري أخر اعتبره من أولى اهتماماته وهو مجال دعم المحاضن التربوية والتعليمية حيث ساهم في أنشاء العديد من المدارس الخيرية ومعاهد التدريب بالإضافة إلى تبنيه لبرامج المنح الدراسية الجامعية التي خرجت على مدى نحو عشرين عاماً أعداداً كبيرة من الطلاب من حملة البكالوريوس والماجستير والدكتوراه في مختلف التخصصات.
واصل بادحدح دراسته العليا في جامعة أم القرى وحصل على الماجستير بتقدير امتياز من كلية الدعوة وأصول الدين في رسالة بعنوان «الإمام البغوي ومنهجه في شرح السنة» كما قام بتحقيق القسم الأول من كتاب تخريج أحاديث كتاب الكشاف للزمخشري وقدمه في رسالة بعنوان تخريج الأحاديث الواقعة في كتاب الكشاف للزمخشري- دراسة وتحقيق. لنيل درجة الدكتوراه من ذات الجامعة.

### الدورات
حاصل بادحدح على إجازة في القرآن الكريم برواية حفص عن عاصم بالسند المتصل عام 1405 هـ وحاصل على دبلوم الهندسة النفسية - NLP - في عام 1998م كما أنه مساعد ممارس في الهندسة النفسية - NLP - عام 1998م. وشهادة في مبادئ التخطيط. اختبار قياس الكفاءات الإدارية - ماب -.

### الحالة الأسرية
متزوج وله من الأبناء ثلاثة المهندس حسن، وحسين، وحسان وله من البنات أربعة صفية، لبنى، يسرى، وزلفى.

## العمل
عرف بادحدح خارج المملكة لأول مرة في العام 1991م بعد خطبة جمعه ألقاها تزامناً مع مؤتمر مدريد للسلام بعنوان «دمعة حزن من أجل فلسطين» تطرق فيها بلهجة حادة وناقده إلى صنوف الاستسلام والهزيمة التي سيفرزها ذلك المؤتمر ومسيرة السلام التي أسس لانطلاقها. كانت تلك الخطبة - بلغ من انتشارها أنه وزع منها 10 ألاف شريط - بمثابة بداية لمرحلة جديدة في مسيرة بادحدح الدعوية حيث لم يكن حتى ذلك الوقت معروفاً بخطابات سياسية ذات طبيعة اعتراضية شأن أمثاله من علماء ودعاة المدرسة السلفية الذين انخرطوا في النشاط الدعوي وصنفوا كتيبات في العقيدة والدعوة.
اشتهر بادحدح بوصفه إحدى الشخصيات السعودية التي برز اسمها في عالم الخطابة وعلى مدى ربع قرن من اعتلاء المنابر عرفته الأوساط الإسلامية خطيباً مفوهاً تميزت موضوعاته بالتنوع والتجديد والمنافحة عن القضايا الإسلامية الكبرى وخصوصاً القضية الفلسطينية كما يحسب لبادحدح إصدار موسوعة «زاد الخطباء» والتي تعتبر أول موسوعة علمية تهدف لرفع مستوى أداء الخطباء حيث تضمنت العديد من المواد العلمية التي تعالج وتلبي احتياجات خطيب الجمعة.

### العمل التطوعي
تجربة العمل في مؤسسات المجتمع المدني، كانت مرحلة مفصلية في مسيرة الدكتور بادحدح وصفها البعض بأنها مرحلة انقلاب على منابر الجمعة التي ظل لربع قرن معتليها ابتدرت مرحلة بادحدح الجديدة بالمشاركة في جمعيات ومؤسسات مختلفة كان يدعى ليكون عضواً فيها بحكم تأهيله الشرعي وقدراته الخطابية وعلاقاته العامة ومن مرحلة المشاركة انتقل إلى مرحلة التأسيس حيث ساهم في تأسيس العديد من مؤسسات المجتمع المدني أبرزها «منظمة سهم النور الوقفي» وهو أول مشروع أهلي لطباعه المصحف الشريف كما ساهم بشكل كبير في انطلاق «منظمة النصرة العالمية» والتي أنشأت إبان أزمة الرسوم الدنماركية المسيئة للرسول ويشغل فيها حالياً منصب نائب الأمين العام وقبل ذلك كان عضواً مؤسساً في الجامعة الأمريكية المفتوحة في واشنطن ودار مصحف أفريقيا في الخرطوم وبالإضافة إلى كونه مؤسس ورئيس جمعية «التحالف من أجل فلسطين» المعروفة اختصاراً بـ«كلنا معكم».
حظي بادحدح بامتيازات لم تكن متوافرة له في التسعينيات فقد أصبحت الأبواب مشرعة له في تحقيق ذاته الإعلامية والاجتماعية وصار يشارك بفاعلية غير مسبوقة في المؤتمرات المحلية والخارجية وأوكلت إليه مهام تأليف المقررات الشرعية الجامعية كما تحول إلى أحد الوجوه الدعوية الأبرز في الإعلام السعودي وإضافة إلى إشرافه على موقع خاص به على شبكة الإنترنت إسلاميات وقيامه بإلقاء محاضرات في العوالم الافتراضية كجزر السكندلايف أصبحت له برامج تلفزيونية في قنوات فضائيات مصنفة في المجتمع الإسلامي بكونها فاسدة أخلاقياً مثل قناة روتانا ولكن بادحدح أظل يوضح دائماً أن رؤيته تقوم على اعتبار أن هذه القنوات تمثل فرصة لتحقيق اختراق ديني لافتاً أن انفتاحه على مثل هذه القنوات جعلته قادراً على التعرف على مسائل مجهولة بالنسبة له سابقاً وجوانب في المجتمع لم تكن مدركة في مشروعه الدعوى.

### العضويات والمهمات
الأمين العام لمشروع سهم النور الوقفي. الأمين العام المساعد لمنظمة النصرة العالمية. مدير وحدة المواد العامة – جامعة الملك عبد العزيز. عضو مجلس إدارة مصحف أفريقيا بالخرطوم وعضو مجلس إدارة الأكاديمية الأوربية للدراسات الإسلامية بلندن وعضو الجمعية السعودية للقرآن وعلومه. وعضو الجمعية السعودية للسنة وعلومها. وعضو المجلس التأسيس للجامعة الأمريكية المفتوحة 1998م.

### الانتماء
ليس هناك تصنيف واضح حول موقع بادحدح بين التيارات الإسلامية بالسعودية فالبعض يصنفه ضمن التيار الصحوي وآخرين يحسبوه على التيار السلفي وفئة ثالثة تلحقه بمدرسة الإخوان المسلمين الدعوية ورغم اقتراب بادحدح من الصحويين إلا أنه كان معارضاً بشده لأساليب التهييج والنهج ألتصعيدي الذي مورس من قبل بعض رموز التيار الصحوي ضد الحكومة السعودية إبان حرب الخليج الثانية.
حيث دائماً ما كان يشير في أحاديثه أن نهج التعامل مع الحدث كان خاطئاً وكان يشدد على ضرورة الحرص على مصلحة البلد والمحافظة على المكتسبات كما لم يكن بادحدح جزءاً من الحملة الكبيرة التي راجت إبان فترة حرب الأفغان مع الروس ورغم ترحيبه بالجهاد الأفغاني إلا أنه كان من المتحفظين والمعارضين لذالك الانفلات المتمثل في ذهاب الشباب إلى أفغانستان بدون تربية.

## النشاط والإنتاج الأدبي

### المؤلفات
| - المدخل لشرح السنة. - فقه السجود. - مقومات الداعية الناجح. - الحج حكم وأحكام. | - رمضان نفحات إيمانية. - رمضان لفحات اجتماعية. - الغنائم أيها النائم. - روح الأرواح. |

### المشاركات العامة
| - إمام وخطيب جامع سعيد بن جبير سابقاً - وجامع العمودي بحي الخالدية حالياً. - المشاركة في التلفزيون السعودي (الإسلام والحياة - في رياض القرآن - برامج شهر رمضان - برامج وندوات الحج). - المشاركة في الإذاعة السعودية (برامج التوعية في الحج). - المشاركة في برنامج (ويسألونك) – قناة أبو ظبي الفضائية. | - المشاركة في برنامج (وذكر)- قناة الإمارات الفضائية. - المشاركة في برنامج (ملتقى الدعوة) و (مدارات الأحداث) – قناة اقرأ الفضائية. - المشاركة في برنامج (اتجاهات) تحت عنوان (لماذا يخاف الغرب من الإسلام؟) – قناة الشارقة الفضائية. |

## وصلات خارجية
- الموقع الرسمي للشيخ - إسلاميات
- سهم النور الوقفي
- صفحته على موقع طريق الإسلام